# Paralympische sporter van het jaar (Nederland)
De titel Paralympische sporter van het jaar wordt sinds 2002 jaarlijks toegekend aan een Nederlandse sporter op het NOC*NSF Sportgala in samenwerking met de NOS. De winnaar ontvangt een bronzen beeldje van Jaap Eden. 
Sinds 2023 worden er een Parasportman en een Parasportvrouw van het jaar verkozen. Ook wordt sinds dat jaar een Parasportploeg van het jaar onderscheiden.

## Overzicht winnaars Paralympische sporter van het jaar
| Jaar | Winnaar                               | Sport                                 |
| ---- | ------------------------------------- | ------------------------------------- |
| 2002 | Esther Vergeer                        | rolstoeltennis                        |
| 2003 | Esther Vergeer                        | rolstoeltennis                        |
| 2004 | Kenny van Weeghel                     | atletiek                              |
| 2005 | Esther Vergeer                        | rolstoeltennis                        |
| 2006 | Pieter Gruijters                      | atletiek                              |
| 2007 | Marion NijhofAnnette Roozen           | zwemmenatletiek                       |
| 2008 | Esther Vergeer                        | rolstoeltennis                        |
| 2009 | Monique van der Vorst                 | handbiken, triatlon                   |
| 2010 | Esther Vergeer                        | rolstoeltennis                        |
| 2011 | Thierry Schmitter                     | zeilen                                |
| 2012 | Marlou van Rhijn                      | atletiek                              |
| 2013 | Marlou van Rhijn                      | atletiek                              |
| 2014 | Bibian Mentel                         | snowboarden                           |
| 2015 | Jiske Griffioen                       | rolstoeltennis                        |
| 2016 | Liesette Bruinsma                     | zwemmen                               |
| 2017 | Jetze Plat                            | triatlon, handbiken                   |
| 2018 | Bibian Mentel                         | snowboarden                           |
| 2019 | Jetze Plat                            | handbiken                             |
| 2020 | Geen verkiezing wegens coronapandemie | Geen verkiezing wegens coronapandemie |
| 2021 | Jetze Plat                            | triatlon, handbiken                   |
| 2022 | Diede de Groot                        | rolstoeltennis                        |

| Jaar | Winnaar      | Sport               | Winnares       | Sport    |
| ---- | ------------ | ------------------- | -------------- | -------- |
| 2023 | Joël de Jong | atletiek            | Diede de Groot | tennis   |
| 2024 | Jetze Plat   | triatlon, handbiken | Fleur Jong     | atletiek |

## Overzicht winnaars Parasportploeg van het jaar
| Jaar | Winnaar                                    | Sport             |
| ---- | ------------------------------------------ | ----------------- |
| 2023 | Nederlands rolstoelbasketbalteam (vrouwen) | rolstoelbasketbal |
| 2024 | Nederlands rolstoelbasketbalteam (vrouwen) | rolstoelbasketbal |